# Bibio pomonae
Bibio pomonae är en tvåvingeart som först beskrevs av Fabricius 1775.  Bibio pomonae ingår i släktet Bibio och familjen hårmyggor. Arten är reproducerande i Sverige. Inga underarter finns listade i Catalogue of Life.